# ویلهلمسدورف (بایرن)
ویلهلمسدورف (به آلمانی: Wilhelmsdorf) یک شهر در آلمان است که در نوی‌شتات واقع شده‌است.